# Suzanne Benson
Suzanne Benson (...) è un'effettista statunitense.
Per il suo lavoro di supervisore agli effetti visivi nel film Aliens - Scontro finale ha vinto un premio Oscar ai migliori effetti speciali e un premio BAFTA ai migliori effetti speciali nel 1987.

## Filmografia
- Comiche dell'altro mondo (Slapstick of Another Kind), regia di Steven Paul (1982) - segretaria di produzione
- City Limits, regia di Aaron Lipstadt (1984) - produttrice associata per gli effetti visivi
- Creature - Il mistero della prima luna (Creature), regia di William Malone (1985) - produttrice associata per gli effetti visivi
- Aliens - Scontro finale (Aliens), regia di James Cameron (1986) - effetti visivi (non accreditata)
- Street Fighter - Sfida finale (Street Fighter), regia di Steven E. de Souza (1994) - produttrice per gli effetti visivi
- Spia e lascia spiare (Spy Hard), regia di Rick Friedberg (1996) - effetti visivi